# Dialium

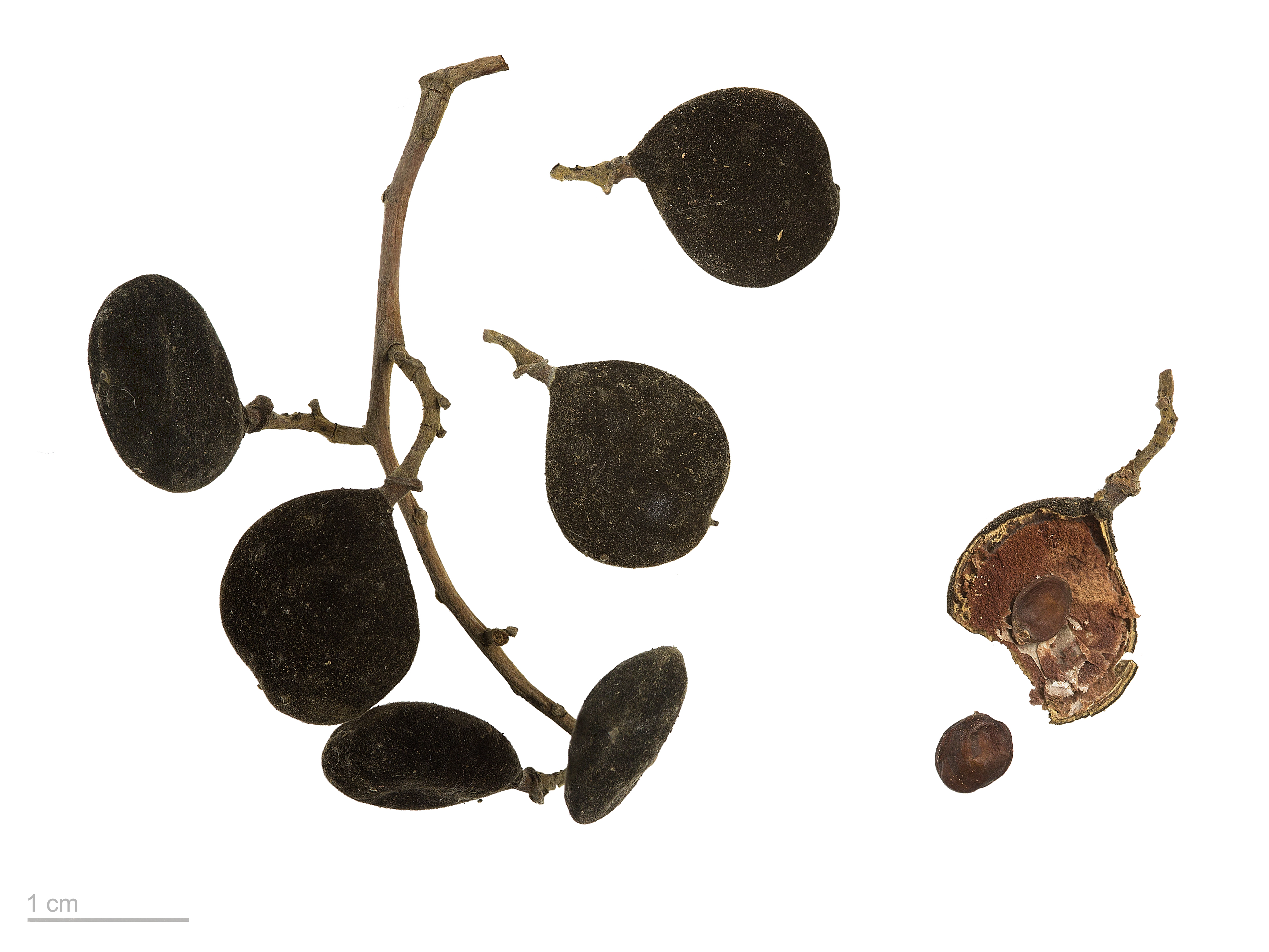
Dialium Sp.

Dialium är ett släkte av ärtväxter. Dialium ingår i familjen ärtväxter.

## Bildgalleri

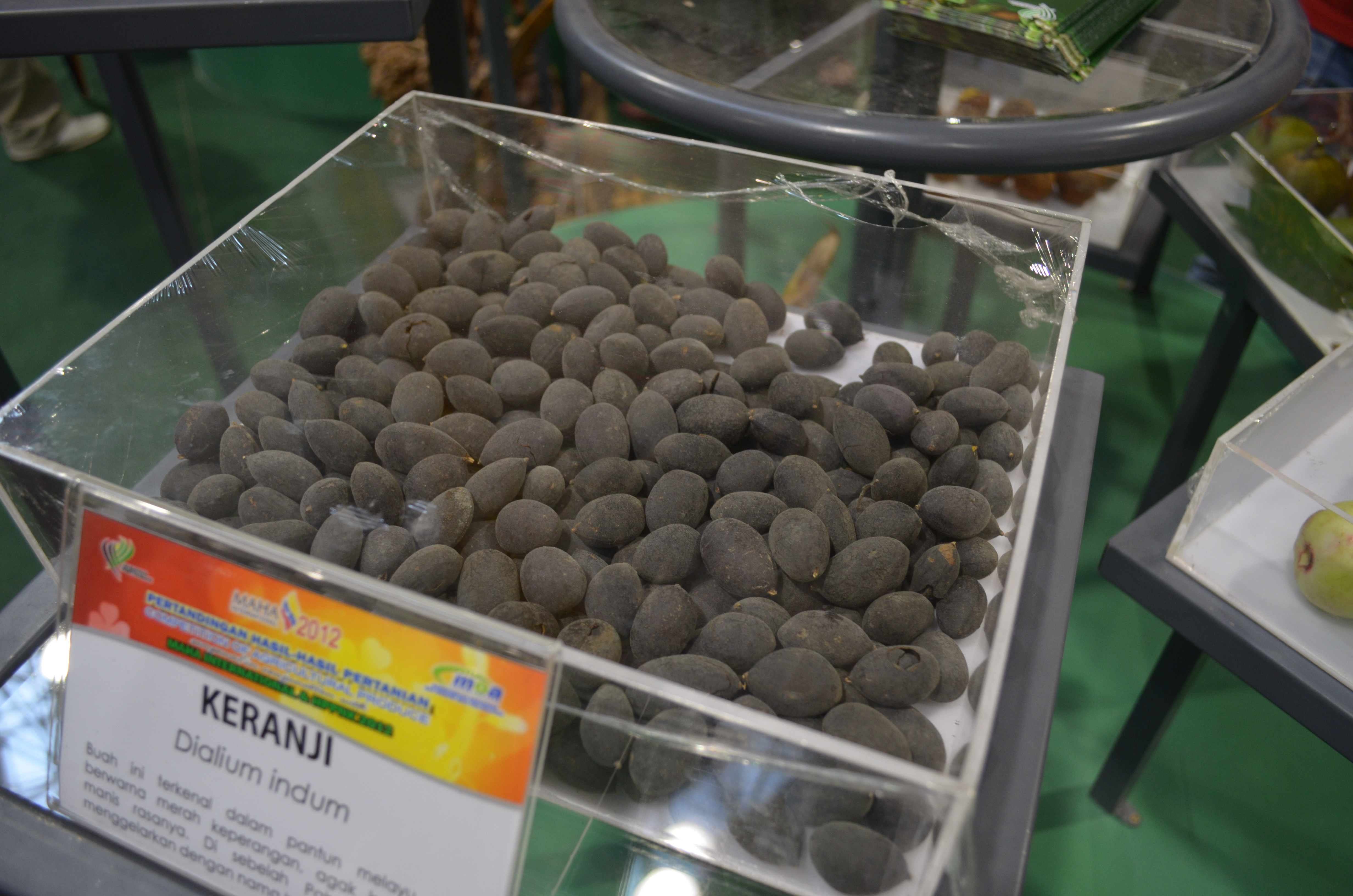
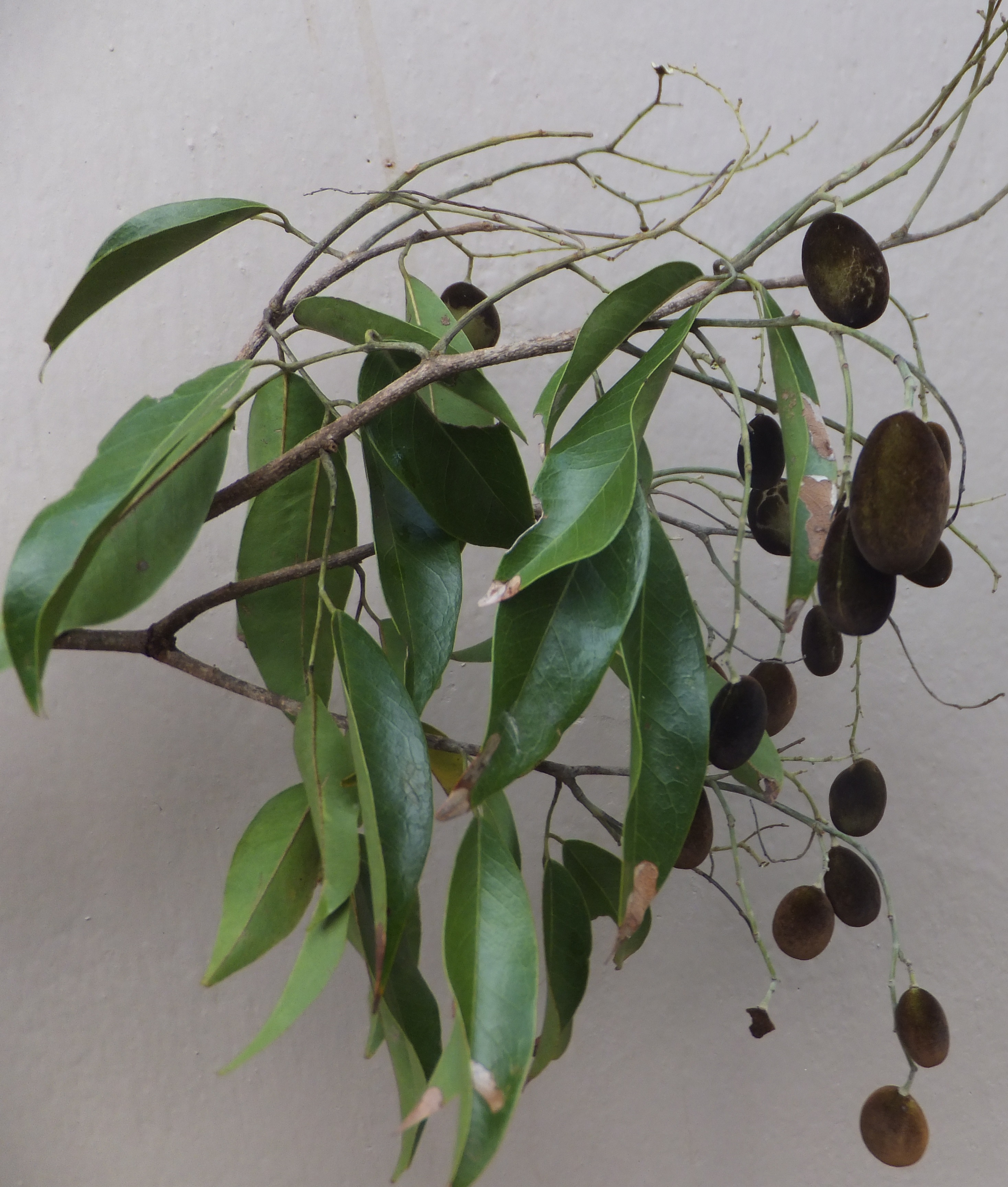
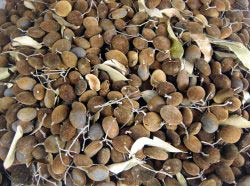

## Dottertaxa tillDialium, i alfabetisk ordning[1]
- Dialium angolense
- Dialium aubrevillei
- Dialium bipindense
- Dialium cochinchinense
- Dialium corbisieri
- Dialium densiflorum
- Dialium dinklagei
- Dialium englerianum
- Dialium eurysepalum
- Dialium excelsum
- Dialium gossweileri
- Dialium graciliflorum
- Dialium guianense
- Dialium guineense
- Dialium hexasepalum
- Dialium holtzii
- Dialium hydnocarpoides
- Dialium indum
- Dialium kasaiense
- Dialium kunstleri
- Dialium latifolium
- Dialium lopense
- Dialium madagascariense
- Dialium occidentale
- Dialium orientale
- Dialium ovoideum
- Dialium pachyphyllum
- Dialium patens
- Dialium pentandrum
- Dialium platysepalum
- Dialium pobeguinii
- Dialium poggei
- Dialium polyanthum
- Dialium procerum
- Dialium quinquepetalum
- Dialium reygaertii
- Dialium schlechteri
- Dialium soyauxii
- Dialium tessmannii
- Dialium travancoricum
- Dialium unifoliolatum
- Dialium zenkeri